# Alexander Goldin
Alexander Goldin (né le 27 février 1964 à Novossibirsk) est un joueur d'échecs soviétique puis russe, installé aux États-Unis depuis les années 2000 et inscrit depuis 2001 auprès de la fédération américaine dans les compétitions internationales.
Grand maître international depuis 1989, Goldin  a représenté la fédération israélienne de 1999 à 2001.
Au 1er octobre 2019, Goldin est le 30e joueur américain avec un classement Elo de 2 542 points.

## Biographie et carrière

### Championnats des États-Unis
En 2003, Goldin finit deuxième ex æquo du championnat des États-Unis d'échecs.

### Compétitions par équipe
Goldin a représenté les États-Unis lors de l'olympiade d'échecs de 2004 (quatrième place par équipe) et du championnat du monde d'échecs par équipe de 2005.

### Tournois individuels
Il a remporté les tournois suivants :
- Nałęczów 1987 ;
- Vilnius en 1988 (ex æquo avec Boris Guelfand) ;
- le mémorial Rubinstein en 1988 (ex æquo avec Aleksandr Tchernine) ;
- Trnava-B 1989[3] ;
- Baden-Baden (open) 1990 ;
- le tournoi de Dos Hermanas 1991 ;
- l'open de New York 1991 (6,5 / 8, devant onze très forts joueurs avec six points[4] : Kamsky, Ehlvest, Epichine, Dreïev, De Firmian, M. Pétursson, S. Kudrin, P. Wolff, J. Lautier, I. Gurevich, U. Adianto et L. Kemlinger)
- Lyon 1993 ;
- Paris 1994 ;
- le World Open de Philadelphie : cinq premières places seul ou ex æquo :
  - en 1996 (deuxième au départage, derrière Alex Yermolinsky) ;
  - en 1998 (seul vainqueur avec la marque record de 8,5 points sur 9, meilleur résultat de l'histoire de la compétition) ;
  - en 2001 (vainqueur au départage) ;
  - en 2000 et 2003 (deuxième au départage) ;
- Reno 1999 ;
- le championnat continental américain (Amériques du Nord et du Sud) à Buenos Aires en 2003.